# Torquímetro

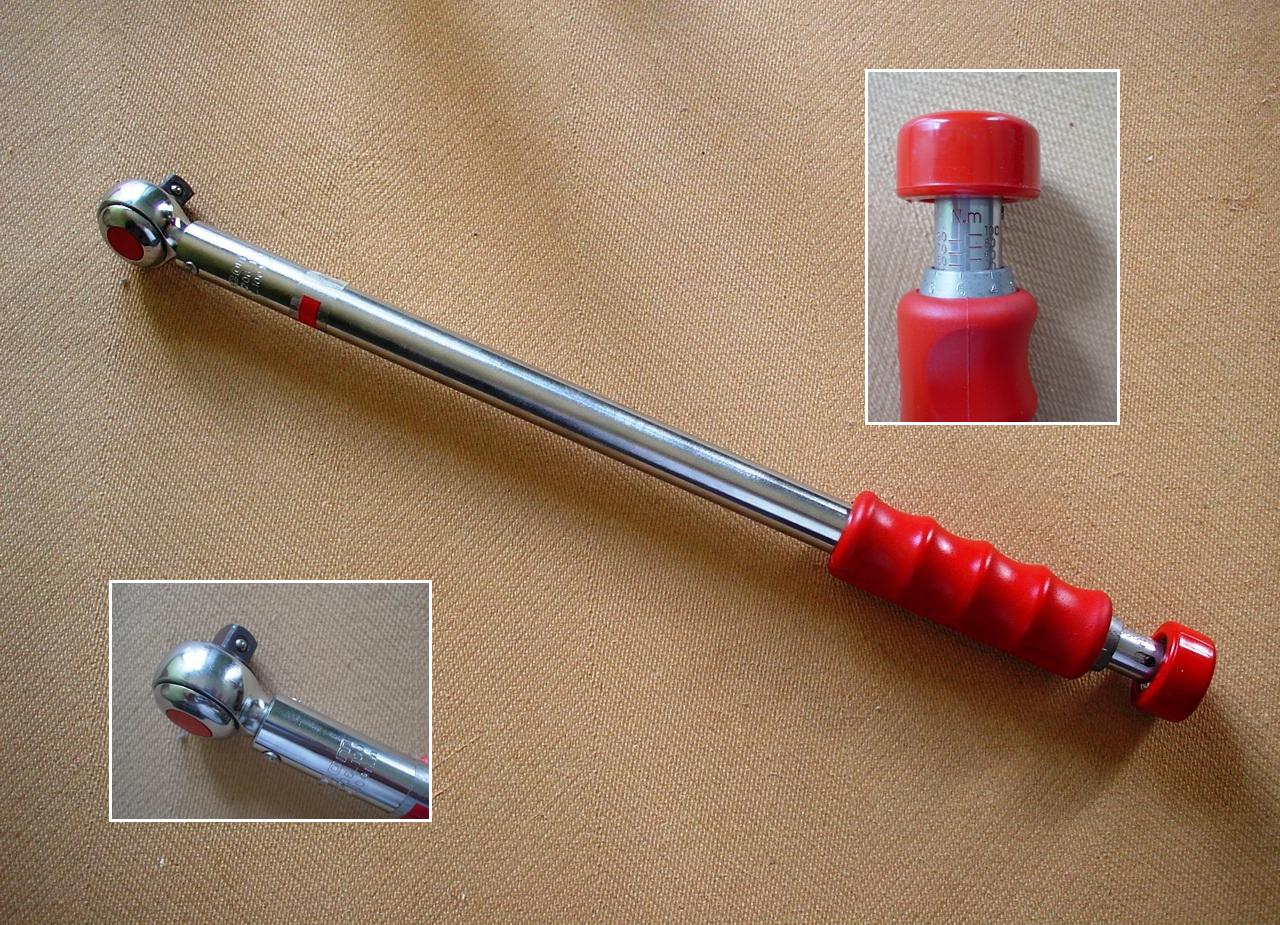
Um torquímetro de estalo

Torquímetro é uma ferramenta, também conhecida por chave dinamométrica, usada para ajustar precisamente o torque de um parafuso em uma porca. Normalmente tem a forma de alavanca, com um porta soquetes, onde se podem encaixar várias medidas de soquetes. O torquímetro tem ainda algum tipo de dispositivo dinamométrico que possibilita medir a força de torque, (força rotacional) dimensionada em projeto, que permita o máximo de aperto sem o risco de danificar o material. Ao se aplicar a força necessária na alavanca, o dispositivo desarma o soquete ou emite algum tipo de aviso ao operador. Isso impede por um lado que se deixe a peça solta e por outro que o aperto excessivo danifique a rosca.
Existem vários tipos de dispositivos de medição de torque, desde modelos exclusivamente mecânicos até modernos aparelhos com display eletrônico e precisão muito boa. Como toda ferramenta de precisão, deve ser calibrada periodicamente.
São muito utilizadas em mecânica de automóveis, em partes críticas, como motores e suspensão de veículos. Instaladoras elétricas utilizam como padrão em fixação de barramentos de cobre. Uma das tarefas mais importantes da manutenção em indústrias é reapertar porcas e parafusos com torquímetro.

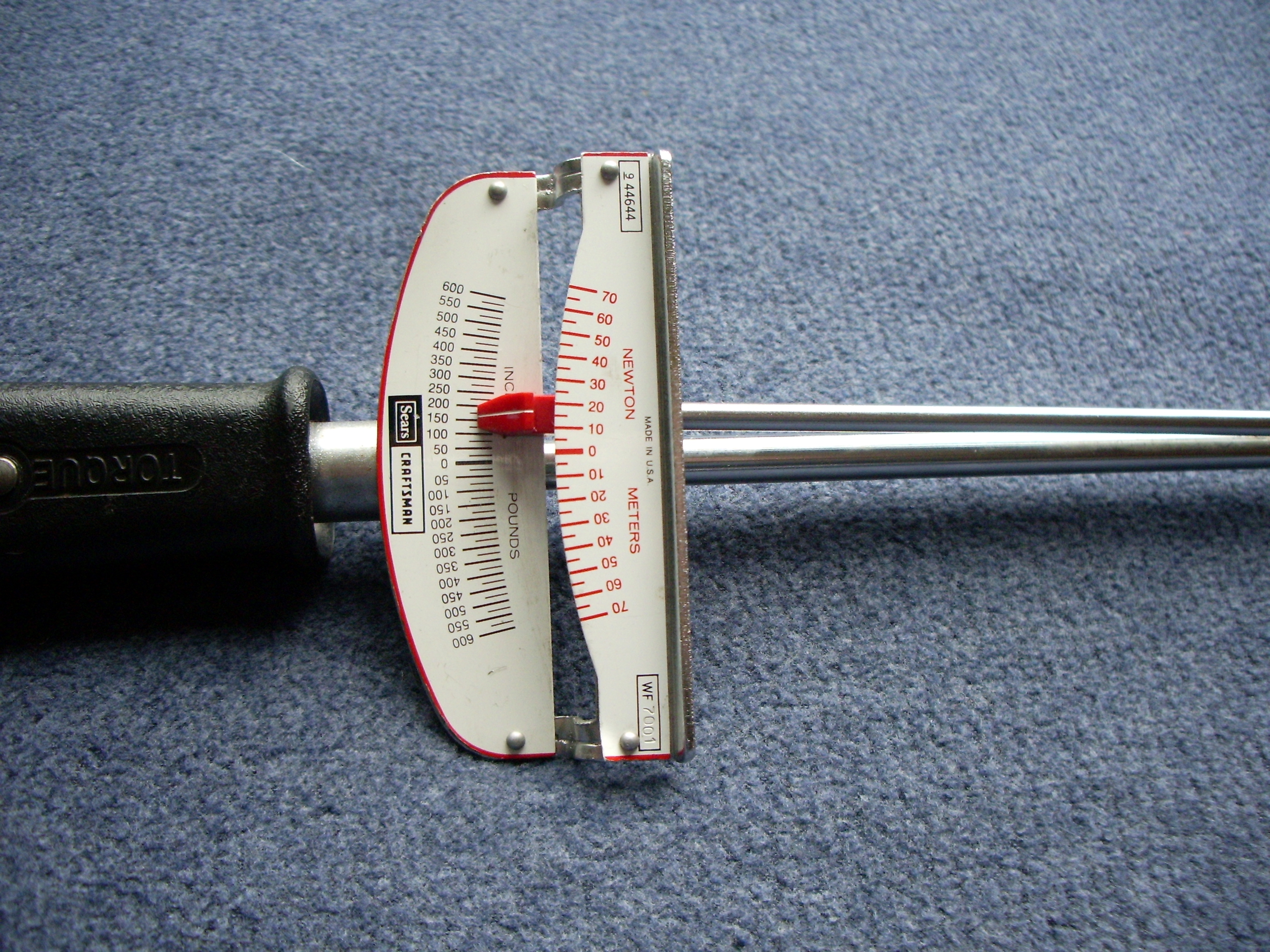
Torquímetro com escala em quadrante
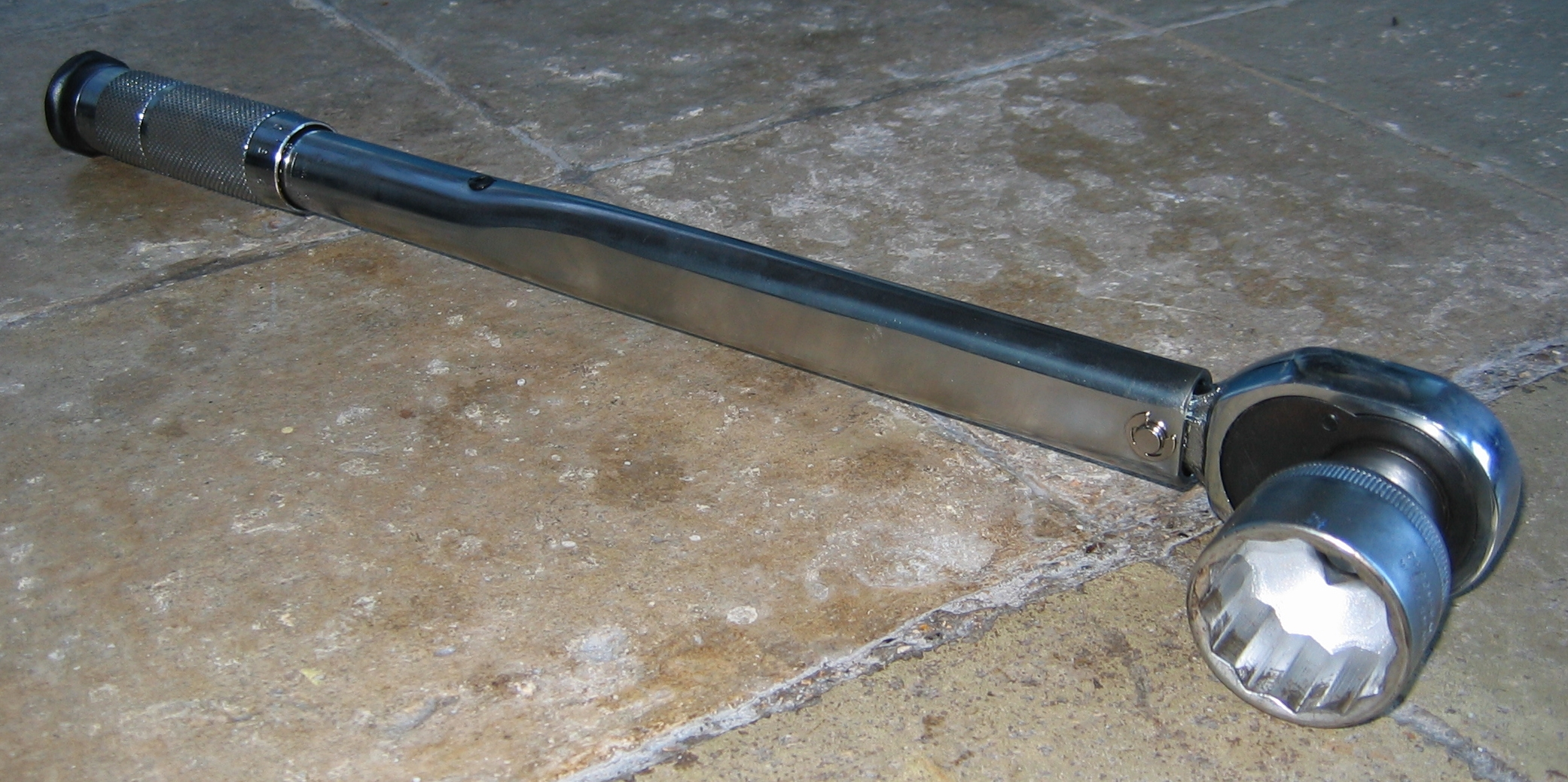
Torquímetro com soquete montado
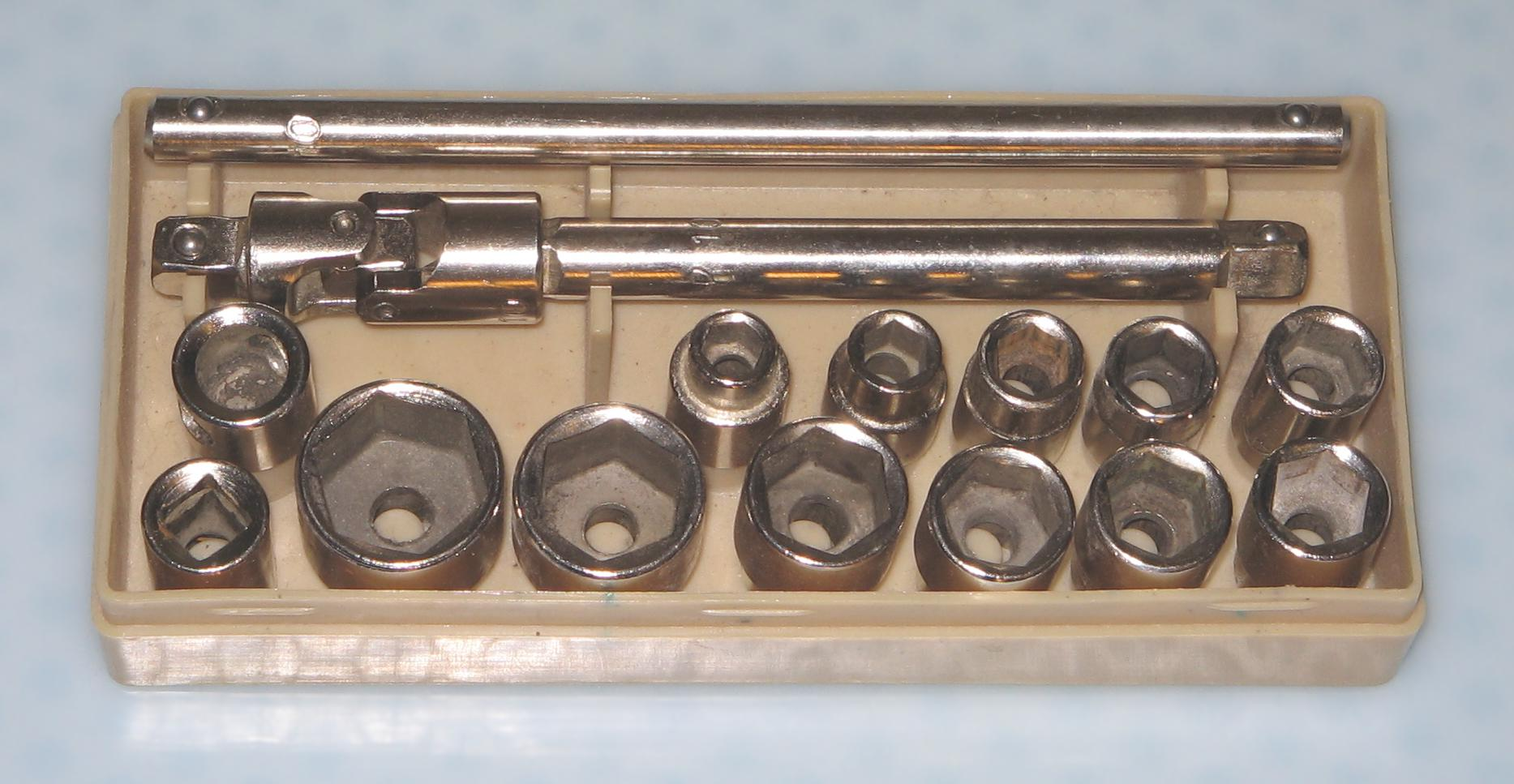
Jogo de soquetes em várias medidas, com prolongador e cruzeta
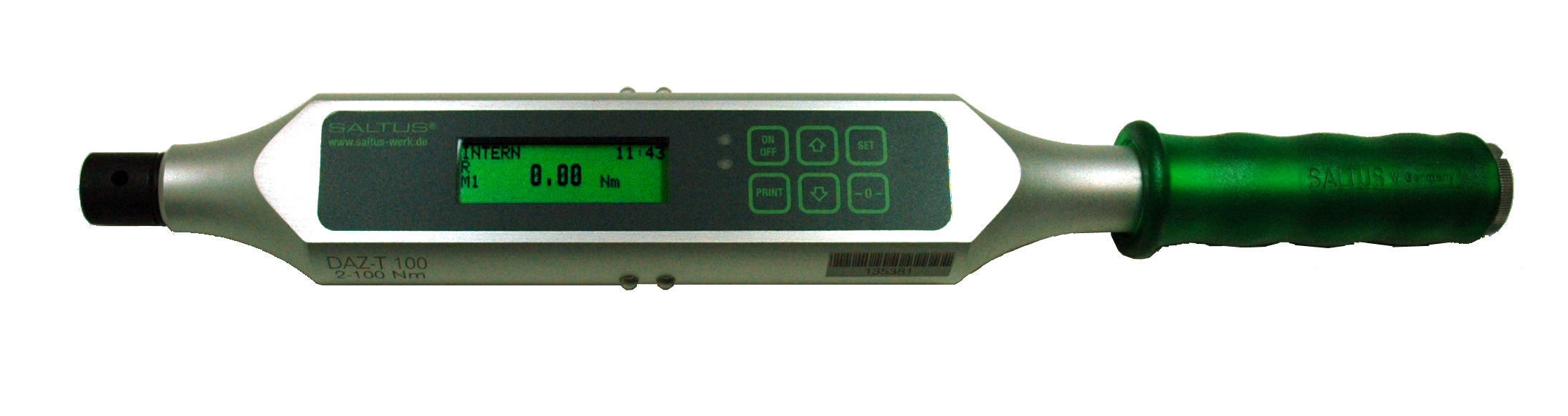
Torquímetro eletrônico